# Phyllodytes tuberculosus
Phyllodytes tuberculosus es una especie de anfibios de la familia Hylidae. Es endémica de Brasil.
Sus hábitats naturales incluyen bosques tropicales o subtropicales secos, sabanas secas y moist savanna. Está amenazada de extinción por la destrucción de su hábitat natural.